# Rio Tirso
O rio Tirso (em sardo:  Tirsu) é o maior rio da Sardenha com 152 km de comprimento. Nasce perto de Buddusò a uma altitude de 985 metros e deságua no Golfo de Oristano.

## Localidades atravessadas

### Sassari
- Anela
- Benetutti
- Bono
- Bottidda
- Buddusò
- Burgos
- Bultei
- Esporlatu
- Illorai
- Nule

### Nuoro
- Bitti
- Bolotana
- Noragugume
- Orani
- Orotelli
- Orune
- Ottana

### Oristano
- Aidomaggiore
- Ardauli
- Bidonì
- Busachi
- Fordongianus
- Ghilarza
- Ollastra
- Oristano
- Sedilo
- Siamaggiore
- Simaxis
- Soddì
- Solarussa
- Sorradile
- Tadasuni
- Ula Tirso
- Villanova Truschedu
- Zerfaliu